# Жайворонок сірий
Жа́йворонок сі́рий  (Alaudala rufescens) — невеликий горобцеподібний птах родини жайворонкових (Alaudidae). Один із 6-ти видів роду Alaudala. Поширений в Середземномор'ї.

## Таксономія і систематика
Раніше вид жайворонок сірий відносили почергово до родів Жайворонок (Alauda) під офіційною назвою (Alauda rufescens), Малий жайворонок (Calandrella) під назвою (Calandrella rufescens) та Сірий жайворонок (Alaudala) під назвою (Alaudala rufescens).
У 2020 р. в результаті мітохондріального аналізу ДНК підвиди Alaudala rufescens heinei, який гніздиться в Україні, а також підвиди A.r. aharonii, A.r. pseudobaetica та A.r. persica) виключені з виду Alaudala rufescens в окремий вид Alaudala heinei.
У майбутньому можливе подальше дрібнення виду та роду Alaudala

## Опис

### Морфологічні ознаки
Розміром приблизно з горобця. Маса тіла — 22–28 г, довжина тіла — приблизно 15 см. Статевий диморфізм відсутній. Дорослий птах зверху сірувато-бурий, з темними плямами; над оком вузька світла «брова», яка іноді малопомітна; низ білуватий, з темними рисками на волі і боках тулуба; махові пера темно-бурі; хвіст темно-бурий, на крайніх стернових перах білі плями; дзьоб і ноги бурі. Молодий птах у цілому схожий на дорослого, але строкатий, з виразнішою світлою облямівкою на перах верху. 
Від жайворонка малого, до якого подібний, відрізняється значною густотою рисок на волі, дещо коротшим і більш заокругленим дзьобом, відсутністю чорних поперечних смуг на боках шиї, але найдостовірніше тим, що на складеному крилі найдовші третьорядні махові пера значно не доходять до верхівки крила, яку утворюють першорядні махові. Від жайворонка малого відрізняється також піснею.

### Голос
Пісня різноманітна й мелодійна, поклик — подібне до дзижчання «тчррр» або подвійне «трр-чррр».

## Ареал виду
Ареал виду охоплює Середземномор'я (Піренеї, Північна Африка).

## Чисельність і причини її зміни
Протягом останніх десятиліть в Європі відбувається скорочення чисельності. Станом на початок ХХІ ст. її оцінювали у 1,6–4 млн гніздових пар. 

## Особливості біології
Перелітно-кочовий птах, деякі популяції осілі.  Тримається у посушливих степових районах із солончаками, пісками, перелогами та випасами з негустою трав'яною рослинністю. Гніздиться окремими парами. Гнізда з решток рослин влаштовує на землі. Кладки яєць трапляються з початку травня до початку липня, у частини птахів, ймовірно, впродовж гніздового періоду буває 2 кладки. У кладці 4–5 яєць. Пташенята залишають гнізда у віці 9 днів. Перших зльотків спостерігають з кінця травня, погано літаючі пташенята трапляються до початку серпня. Вигодовують пташенят обидва птахи пари. У післягніздовий період птахи тримаються зграями. Влітку живляться комахами, переважно жуками і прямокрилими; до раціону входить і рослинна їжа. У зимовий період у живленні переважає насіння різних рослин.

## Охорона
Перебуває під охороною Бернської конвенції (Додаток ІІ). З метою ефективнішої охорони слід створити умови для відновлення природних фітоценозів у місцях поширення виду, відмовитися від зрошування або заліснення земель у посушливих степових районах.

## Зовнішні посилання
- BirdLife International (2009) Species factsheet: Calandrella rufescens. Downloaded from http://www.birdlife.org on 02/02/2011.(англ.)
- Жайворонок сірий в Червоній книзі України [Архівовано 3 вересня 2014 у Wayback Machine.]
- Ageing and sexing (PDF; 1.9 MB) by Javier Blasco-Zumeta & Gerd-Michael Heinze